# Blake Brockermeyer
Blake Weeks Brockermeyer (Fort Worth, 11 aprile 1973) è un ex giocatore di football americano statunitense che ha militato nel ruolo di offensive tackle nella National Football League (NFL).

## Carriera
Al college, Bruener giocò a football a Texas. Fu scelto come 29º assoluto nel Draft NFL 1995 dai Carolina Panthers, alla loro stagione di debutto nella lega.. Si guadagnò subito il posto di tackle sinistro titolare, mantenendolo per tutte le quattro stagioni che rimase con la franchigia. Nel 1999 passò ai Chicago Bears confermandosi titolare. Chiuse la carriera passando le stagioni 2002 e 2003 coi Denver Broncos.

## Palmarès
- PFWA All-Rookie Team - 1995

## Statistiche
| Partite             | 136 |
| Partite da titolare | 103 |